# 澳門丙組足球聯賽
澳門丙組足球聯賽是澳門足球總會屬下的業餘足球聯賽，是澳門業餘聯賽系統的第3等級聯賽。

## 賽制
- 2019年澳門丙組足球聯賽有 12 支球隊參賽，聯賽採取單循環賽制比賽，每支隊伍與各球隊對賽一次。由於所有球會都沒有所屬的球場，因此所有賽事都會安排在蓮峰球場或澳大運動場舉行。

- 每支球隊共進行 11 場賽事，每場勝仗可得 3 分，和局得 1 分，敗仗得 0 分，按各隊於聯賽所得的積分排列。

- 每賽季的冠軍、亞軍及季軍來季會升上乙組作賽，積分榜最後 4 名將降落預備組作賽。[1]

## 近年成績
| 年度   | 冠軍           | 亞軍       | 季軍        |
| ------ | -------------- | ---------- | ----------- |
| 2008年 | 澳門波爾圖     | 鴻毅       | 榮記        |
| 2009年 | 藍英           | 雀聯       | U-18發展隊  |
| 2010年 | 振威           | 澳門賓菲加 | 鄒北記      |
| 2011年 | 勵馳           | 康樂       | 葡人之家    |
| 2012年 | 東國旗艦四十八 | 澳門士砵亭 | 雀聯        |
| 2013年 | 康樂           | 羅馬       | 萬豐行      |
| 2014年 | 羅梁           | 楊興       | 添益        |
| 2015年 | 新光明         | 青鋒       | 中華        |
| 2016年 | 東國旗艦       | 恆勢       | CDF BENFICA |
| 2017年 | 聯樂           | 炮兵       | 鴻毅        |
| 2018年 | 晴宇           | 競技體育會 | U-18發展隊  |
| 2019年 | 太陽城         | 青年文娛   | 台星        |
| 2021年 | 澳門千葉       | 澳門大學   | 萬冠        |
| 2022年 | 嘉華           | 添益       | 宇宙之猩    |
| 2023年 | 萬豐行         | 少將       | 澳青        |
| 2024年 | 路環協進       | 宇宙之猩   | 濠星        |

## 外部連結
- 澳門足球總會官方網站 （页面存档备份，存于） （繁體中文）